# Januari 2005
| Januari 2005 |
| Månader under 2005: Januari · Februari · Mars · April · Maj · Juni · Juli · Augusti · September · Oktober · November · December ← December 2004 · Januari 2006 → |

## Onsdagen den5 januari2005
- Vid halv fyra-tiden på natten hålls på Arlanda en stillsam ceremoni för de sex första hemförda offren i Jordbävningen i Indiska oceanen.

## Torsdagen den6 januari2005
- Kinas folkmängd passerar 1,3 miljarder.

## Fredagen den7 januari2005
- FN meddelar att dödssiffran i Sydasien nu är uppe i c:a 165 000.

## Lördagen den8 januari2005
- Flera dödsfall när kraftiga vindar drabbar Danmark och södra Sverige. 100 000-tals blir strömlösa och flera kommunikationer stängs.

## Söndagen den9 januari2005
- Stormen når Finland och orsakar flera översvämningar.

## Måndagen den10 januari2005
- Stormen uppges ha dödat sju svenskar.

## Fredagen den14 januari2005
- Rymdsonden Huygens har landat på Saturnus måne Titan efter sju års resa.[1]

## Lördagen den15 januari2005
- Mahmoud Abbas svär eden som palestiniernas president vid en ceremini i Ramallah.

## Onsdagen den19 januari2005
- Polisen misstänker att elektronikkedjan Sibas VD har kidnappats

## Torsdagen den20 januari2005
- FN meddelar att 226 000 människor har omkommit i Jordbävningen i Indiska oceanen.
- Polisen i Göteborg söker efter den kidnappade Fabian Bengtsson, vd på Siba.
- Den för palmemordet oskyldige Christer Pettersson begravs.

## Tisdagen den25 januari2005
- Filmen Så som i himmelen nomineras till en Oscar.

## Onsdagen den26 januari2005
- FN meddelar att drygt 280 000 människor har omkommit efter Jordbävningen i Indiska oceanen. Indonesien har förlorat hela 228 000 människor.

## Torsdagen den27 januari2005
- Nintendo avslöjar vid en presskonferens att deras nya spelkonsol Nintendo DS kommer att släppas i Sverige och övriga Europa den 11 mars i år.

## Lördagen den29 januari2005
- Dagen innan det irakiska valet attackeras USA:s ambassad i Bagdad med en raket

## Söndagen den30 januari2005
- Det första demokratiska parlamentsvalet i Irak sedan 1950-talet sker trots hot om våld.

### Fotnoter
1. ↑  Bertil Åkesson (14 januari 2005). ”Huygens har landat på Titan”. Aftonbladet. http://www.aftonbladet.se/nyheter/article10529062.ab. Läst 11 september 2016.